# Раф Лафренц
Раф Ендрю Лафренц (англ. Raef Andrew LaFrentz, нар. 29 травня 1976, Гемптон, Айова, США) — американський професійний баскетболіст, що грав на позиціях важкого форварда і центрового за декілька команд НБА. Гравець національної збірної США.

## Ігрова кар'єра
На університетському рівні грав за команду Канзас (1994–1998). Двічі визнавався найкращим баскетболістом року конференції Big 12.
1998 року був обраний у першому раунді драфту НБА під загальним 3-м номером командою «Денвер Наггетс». Професійну кар'єру розпочав 1998 року виступами за тих же «Денвер Наггетс», захищав кольори команди з Денвера протягом наступних 4 сезонів. 2000 року взяв участь у матчі новачків під час зіркового вікенду. Саме в цьому матчі Джейсон Вільямс віддав йому свій легендарний пас ліктем.
З 2002 по 2003 рік грав у складі «Даллас Маверікс».
2003 року перейшов до «Бостон Селтікс», у складі якої провів наступні 3 сезони своєї кар'єри.
Останньою ж командою в кар'єрі гравця стала «Портленд Трейл-Блейзерс», до складу якої він приєднався 2006 року і за яку відіграв 3 сезони.

## Статистика виступів

### Регулярний сезон
| Сезон             | Команда                   | GP  | GS  | MPG  | FG%  | 3P%  | FT%  | RPG | APG | SPG | BPG | PPG  |
| ----------------- | ------------------------- | --- | --- | ---- | ---- | ---- | ---- | --- | --- | --- | --- | ---- |
| 1998–99           | «Денвер Наггетс»          | 12  | 12  | 32.3 | .457 | .387 | .750 | 7.6 | .7  | .8  | 1.4 | 13.8 |
| 1999–00           | «Денвер Наггетс»          | 81  | 80  | 30.1 | .446 | .328 | .686 | 7.9 | 1.2 | .5  | 2.2 | 12.4 |
| 2000–01           | «Денвер Наггетс»          | 78  | 74  | 31.5 | .477 | .367 | .698 | 7.8 | 1.4 | .5  | 2.6 | 12.9 |
| 2001–02           | «Денвер Наггетс»          | 51  | 51  | 32.7 | .466 | .434 | .667 | 7.4 | 1.2 | .6  | 3.0 | 14.9 |
| 2001–02           | «Даллас Маверікс»         | 27  | 25  | 29.1 | .437 | .305 | .761 | 7.4 | 1.1 | .9  | 2.2 | 10.8 |
| 2002–03           | «Даллас Маверікс»         | 69  | 43  | 23.3 | .518 | .405 | .682 | 4.8 | .8  | .5  | 1.3 | 9.3  |
| 2003–04           | «Бостон Селтікс»          | 17  | 1   | 19.3 | .460 | .200 | .769 | 4.6 | 1.4 | .5  | .8  | 7.8  |
| 2004–05           | «Бостон Селтікс»          | 80  | 80  | 27.5 | .496 | .364 | .811 | 6.9 | 1.2 | .5  | 1.2 | 11.1 |
| 2005–06           | «Бостон Селтікс»          | 82  | 63  | 24.8 | .431 | .392 | .680 | 5.0 | 1.4 | .4  | .9  | 7.8  |
| 2006–07           | «Портленд Трейл-Блейзерс» | 27  | 9   | 13.0 | .382 | .087 | .769 | 2.6 | .3  | .3  | .4  | 3.7  |
| 2007–08           | «Портленд Трейл-Блейзерс» | 39  | 0   | 7.5  | .443 | .000 | .579 | 1.7 | .2  | .3  | .4  | 1.7  |
| Усього за кар'єру | Усього за кар'єру         | 563 | 438 | 25.8 | .466 | .363 | .711 | 6.1 | 1.1 | .5  | 1.6 | 10.1 |

### Плей-оф
| Сезон             | Команда           | GP | GS | MPG  | FG%  | 3P%  | FT%  | RPG | APG | SPG | BPG | PPG  |
| ----------------- | ----------------- | -- | -- | ---- | ---- | ---- | ---- | --- | --- | --- | --- | ---- |
| 2002              | «Даллас Маверікс» | 8  | 8  | 30.6 | .500 | .333 | .545 | 7.6 | .6  | .3  | 2.8 | 11.3 |
| 2003              | «Даллас Маверікс» | 20 | 16 | 24.6 | .433 | .200 | .842 | 4.4 | .3  | .6  | 2.2 | 8.0  |
| 2005              | «Бостон Селтікс»  | 7  | 7  | 26.4 | .390 | .500 | .800 | 4.9 | 1.1 | .9  | 1.7 | 6.9  |
| Усього за кар'єру | Усього за кар'єру | 35 | 31 | 26.3 | .446 | .297 | .750 | 5.2 | .5  | .5  | 2.2 | 8.5  |